# Ken Norris (Jazzmusiker)
Kenneth „Ken“ Norris (* 13. September 1967 in Shaker Heights, Ohio) ist ein amerikanischer Jazzmusiker (Gesang).

## Wirken
Norris entstammt einer Musikerfamilie. Von 1985 bis 1990 studierte er Architektur an der Yale University, 1997/98 Musik an der American School of Modern Musik in Paris. Hinzu kam eine Klavier-Ausbildung bei Aldridge Hansberry, bei Paula Gold und bei Benny Carson. In Paris arbeitete er in den 1990er Jahren mit dem Pianisten Pierre Bertrand. Norris stellt seine selbstverlegte CD Modern Folklore 1996 beim Printemps de Bourges Festival vor. 
1999 verantwortete er in New York die musikalische Leitung und Komposition für das Radio-Theaterstück What Light from Darkness Grows von Janine L. Carter. (2003 mit dem Golden Reel Award ausgezeichnet). 2000 trat er in als Solist in der Oper Le Regard de Lyncèe von François Ribac auf. Als Sänger im Musical Der König der Löwen wechselte er dann nach Hamburg, wo er bald in den Bands von Gabriel Coburger, Wolf Kerschek und Gottfried Böttger als Solist im Jazzbereich auftrat, u. a. bei Jazzahead und Jazz Baltica. Von 2010 bis 2024 war er Professor für Jazzgesang an der Hochschule für Musik und Theater Hamburg.

## Diskographische Hinweise
- Bettina Russmann Quartett Until Broad Daylight (Timezone 2022)[1]
- Quintet Jean Paul: Bright Water (2015)
- Stephan Abel Quintett featuring Ken Norris: Windmills of Your Mind (Agogo Records 2014)
- Kento Su Nova mit Charlie Mariano: Live in Osnabrück (FunAndMercy 2009)
- Kento Su Nova: Nu Life, Mundart (2007, mit Tobias Sudhoff, Gerard Kleijn, Uli Wentzlaff Eggebert, Joost Kesselaer)
- Modern Folklore (1995)
- mit Le Trio Pierre Bertrand: Vers Où ?